# Jaume Balius i Vila
Jaume Balius i Vila (Barcelona, 1750 - Còrdova, 1822) fou un compositor i mestre de capella català destacat durant els segles XVIII i XIX. Reconegut per les seves aportacions a la música sacra,Balius va exercitar càrrecs de gran rellevància a diverses in stitucions eclesiàstiques d'Espanya i va deixar un llegat musical important que encara és estudiat i interpretat actialment.

## Biografia
Nasqué al barri de Ribera de Barcelona, es formà a l'Escolania de Montserrat, i el 1780 esdevingué mestre de capella de la Seu d'Urgell. Durant el seu magisteri a la Seu, pretengué al càrrec de la catedral de Burgo de Osma, i sol·licità que prenguessin informes d'ell i com que aquests foren molt favorables se li atorgà la plaça. Tot i això, el 15 de març de 1781, i sense haver ocupat el càrrec a Burgo de Osma, envià una carta de renúncia, ja que la catedral de Girona li oferí el mateix càrrec. A Girona, és nomenat mestre de capella el 9 de febrer de 1781, substituint a Francesc Juncà i Carol. D'aquesta etapa se'n té poca Informació.
Al cap de poc de ser a Girona és rebut a Còrdova com a mestre de Capella, ja que el capítol catedralici li va comunicar la seva elecció per a la plaça el 25 de juny de 1785. A Còrdova, Balius substituí el mestre Juan Manuel Gaitán i Arteaga. L'estudiós Felip Pedrell assenyalà que fins al 3 de juny, Balius no va poder prendre possessió de la plaça. Balius regí aquest magisteri fins al seu traspàs, tot i que durant tres anys (1787-1789) el Rei el nomenà mestre del convent del Reial Monestir de l’Encarnació de Madrid. Després d'aquesta etapa tornà a Còrdova, on gaudí d'un sou de 15.000 rals i assignacions extraordinàries que feien que pogués viatjar per Madrid, Saragossa i Barcelona, entre altres ciutats.
La seva extensa obra, unes 720 composicions, comprèn música vocal eclesiàstica, litúrgica i religiosa, i música instrumental. Pel que fa al repertori en romanç, utilitzà els arquetips d'aquell moment, recitats i àries, adaptant-los als esquemes del villancet. D'altra banda, Balius emprà flautes i trompes a les misses i va ampliar la paleta instrumental de l'orquestra. És considerat un dels compositors més rellevants de la seva època i les seves peces, tot i que manquen un contrapunt imitatiu, són d'una construcció sòlida i mostren melodies elegants i harmonies interessants.
Les seves composicions es conserven a diversos arxius arreu d'Espanya, com a Còrdova, Màlaga, València, El Escorial, Guadalupe, a la Biblioteca Nacional de Madrid i a la Capella Reial de Granada. A Catalunya es conserven obres seves a la Biblioteca Nacional de Catalunya, a l’Arxiu del monestir de Montserrat i als fons musicals de la catedral de Girona, a la catedral-basílica del Sant Esperit de Terrassa, al fons de l'església parroquial de Canet de Mar i al fons de l'església parroquial de Sant Esteve d'Olot.